# Кубок Гонконгу з футболу 2023—2024
Кубок Гонконгу з футболу 2023—2024 — 49-й розіграш кубкового футбольного турніру в Гонконзі. Титул здобув Істерн.

## Календар
| Раунд        | Дата                           | Матчі | Клуби  |
| ------------ | ------------------------------ | ----- | ------ |
| Перший раунд | 14 жовтня - 25 листопада 2023  | 3     | 11 → 8 |
| 1/4 фіналу   | 2 грудня 2023 - 9 березня 2024 | 4     | 8 → 4  |
| 1/2 фіналу   | 12 травня 2024                 | 2     | 4 → 2  |
| Фінал        | 1 червня 2024                  | 1     | 2 → 1  |

## Перший раунд
| Команда 1         | Рахунок | Команда 2        |
| ----------------- | ------- | ---------------- |
| 14 жовтня 2023    |         |                  |
| Самсьойпоу        | 1:0     | Гонконг U-23     |
| 21 жовтня 2023    |         |                  |
| Норт Дістрікт     | 1:4     | Лі Мен           |
| 25 листопада 2023 |         |                  |
| Тайпо             | 0:1     | Ресурсес Капітал |

## 1/4 фіналу
| Команда 1                  | Рахунок      | Команда 2              |
| -------------------------- | ------------ | ---------------------- |
| 2 грудня 2023              |              |                        |
| Гонконг Рейнджерс          | 3:4          | Лі Мен                 |
| 9 грудня 2023              |              |                        |
| Саутерн Дістрікт Рекріейшн | 1:1 пен. 4:5 | Самсьойпоу             |
| 16 грудня 2023             |              |                        |
| Істерн                     | 1:0          | Тайпо/Ресурсес Капітал |
| 9 березня 2024             |              |                        |
| Кітчі                      | 2:0          | Гонконг ФК             |

## 1/2 фіналу
| Команда 1      | Рахунок | Команда 2  |
| -------------- | ------- | ---------- |
| 11 травня 2024 |         |            |
| Лі Мен         | 1:2     | Самсьойпоу |
| 12 травня 2024 |         |            |
| Кітчі          | 1:2     | Істерн     |

## Фінал
| 1 червня 2024 15:30 (EEST) |

| Істерн                                 | 3:2 дч   | Самсьойпоу                         |
| -------------------------------------- | -------- | ---------------------------------- |
| - Козубаєв 100' - Ноа Баффо 102', 115' | Протокол | - Н. Бенавідес 103' - Дунга 105+5' |

| Стадіон «Монг Кок», Монг Кок, Острів Гонконг Глядачів: 3 437 Арбітр: Ю Кін Фунг |